# XPConnect
XPConnect (Cross Platform Connect) je technologie, která propojuje komponentový model XPCOM používaný v aplikacích Mozilla s JavaScriptem. S pomocí této technologie je možné používat XPCOM komponenty v JavaScriptovém kódu či upravovat JavaScriptové objekty v XPCOM komponentách.